# Memoriał Józefa Kochana
Memoriał Józefa Kochana – rozgrywany corocznie od 1990 r. w Koszalinie międzynarodowy festiwal szachowy poświęcony pamięci Józefa Kochana. W latach 1996–1999 turniej główny sponsorowany był przez firmę „MK Cafe”, co zapewniło wysokie nagrody i udział wielu arcymistrzów, a co za tym idzie renomę jednego z najsilniejszych otwartych turniejów na świecie w tamtym okresie. Dwukrotnie gościem festiwalu był Anatolij Karpow, wielokrotny mistrz świata.

## Zwycięzcy dotychczasowych memoriałów
| Lp. | Rok  | Zawodnicy                                                                                    |
| --- | ---- | -------------------------------------------------------------------------------------------- |
| 1   | 1990 | Adam Cichocki, Witalis Sapis                                                                 |
| 2   | 1991 | Witalis Sapis                                                                                |
| 3   | 1992 | ?                                                                                            |
| 4   | 1993 | Giennadij Kisiełow                                                                           |
| 5   | 1994 | Wadym Szyszkin, Jurij Nowikow                                                                |
| 6   | 1995 | Wiaczesław Baszkow                                                                           |
| 7   | 1996 | Wołodymyr Małaniuk, Rusłan Szczerbakow, Marcin Kamiński, Thomas Luther                       |
| 8   | 1997 | Igor Chenkin, Jacek Gdański                                                                  |
| 9   | 1998 | Igor Chenkin                                                                                 |
| 10  | 1999 | Aleksandr Szabałow                                                                           |
| 11  | 2000 | ?                                                                                            |
| 12  | 2001 | Jewgienij Prokopczuk                                                                         |
| 13  | 2002 | Wołodymyr Małaniuk, Jewhen Miroszniczenko                                                    |
| 14  | 2003 | Jakub Czakon, Bartłomiej Heberla, Wołodymyr Małaniuk                                         |
| 15  | 2004 | Jewgienij Szarapow                                                                           |
| 16  | 2005 | Jakub Czakon                                                                                 |
| 17  | 2006 | Aloyzas Kveinys                                                                              |
| 18  | 2007 | Siergiej Owsiejewicz                                                                         |
| 19  | 2008 | Wołodymyr Małaniuk                                                                           |
| 20  | 2009 | Wadym Szyszkin, Klaudiusz Urban, Mirosław Grabarczyk, Marcel Kanarek                         |
| 21  | 2010 | Arturs Neikšāns                                                                              |
| 22  | 2011 | Wołodymyr Małaniuk                                                                           |
| 23  | 2012 | Wadym Szyszkin                                                                               |
| 24  | 2013 | Piotr Dobrowolski, Wołodymyr Małaniuk                                                        |
| 25  | 2014 | Witalij Siwuk – turniej arcymistrzowski Łukasz Cyborowski, Paweł Weichhold – turniej otwarty |